# Lista över kyrkliga kulturminnen i Gotlands län
En lista över kyrkliga kulturminnen i Gotlands län.
| Namn                                                      | Ursprunglig funktion                   | Byggår     | Arkitekt | Plats | Läge               | Anläggnings-ID | Bild                                    |
| --------------------------------------------------------- | -------------------------------------- | ---------- | -------- | ----- | ------------------ | -------------- | --------------------------------------- |
| Akebäck kyrka (Akebäck Kyrkogården 1:1)                   | Kyrka med begravningsplats (1 byggnad) | 1149       |          |       | 57.54743, 18.39240 |                | Ladda upp en till bild av denna byggnad |
| Ala kyrka (Ala Kyrkogården 1:1)                           | Kyrka med begravningsplats (1 byggnad) | 1100-tal   |          |       | 57.41903, 18.63514 |                | Ladda upp en till bild av denna byggnad |
| Alskogs kyrka (Alskog Kyrkogården 1:1)                    | Kyrka med begravningsplats (1 byggnad) | 1100-talet |          |       | 57.33152, 18.62738 |                | Ladda upp en till bild av denna byggnad |
| Alva kyrka (Alva Kyrkogården 1:1)                         | Kyrka med begravningsplats (1 byggnad) | 1200       |          |       | 57.20749, 18.36146 |                | Ladda upp en till bild av denna byggnad |
| Anga kyrka (Anga Kyrkogården 1:1)                         | Kyrka med begravningsplats (1 byggnad) | 1200-talet |          |       | 57.48040, 18.70646 |                | Ladda upp en till bild av denna byggnad |
| Ardre kyrka (Ardre Kyrkogården 1:1)                       | Kyrka med begravningsplats (1 byggnad) | 1200       |          |       | 57.37953, 18.69694 |                | Ladda upp en till bild av denna byggnad |
| Atlingbo kyrka (Atlingbo Kyrkogården 1:1)                 | Kyrka med begravningsplats (1 byggnad) | 1200       |          |       | 57.47994, 18.39081 |                | Ladda upp en till bild av denna byggnad |
| Barlingbo kyrka (Barlingbo Kyrkogården 1:1)               | Kyrka med begravningsplats (1 byggnad) | 1200-talet |          |       | 57.56453, 18.46311 |                | Ladda upp en till bild av denna byggnad |
| Björke kyrka (Björke Kyrkogården 2:1)                     | Kyrka med begravningsplats (1 byggnad) | 1200-talet |          |       | 57.50744, 18.42140 |                | Ladda upp en till bild av denna byggnad |
| Boge kyrka (Boge Kyrkogården 1:1)                         | Kyrka med begravningsplats (1 byggnad) | 1200-talet |          |       | 57.68705, 18.76286 |                | Ladda upp en till bild av denna byggnad |
| Bro kyrka (Bro Kyrkogården 1:1)                           | Kyrka med begravningsplats (1 byggnad) | 1100-talet |          |       | 57.67008, 18.47488 |                | Ladda upp en till bild av denna byggnad |
| Bunge kyrka (Bunge Kyrkogården 3:1)                       | Kyrka med begravningsplats (1 byggnad) | 1169       |          |       | 57.85370, 19.02359 |                | Ladda upp en till bild av denna byggnad |
| Burs kyrka (Burs Kyrkogården 2:1)                         | Kyrka med begravningsplats (1 byggnad) | 1200-talet |          |       | 57.24566, 18.50875 |                | Ladda upp en till bild av denna byggnad |
| Buttle kyrka (Buttle Kyrkogården 1:1)                     | Kyrka med begravningsplats (1 byggnad) | 1100-talet |          |       | 57.40272, 18.52997 |                | Ladda upp en till bild av denna byggnad |
| Bäls kyrka (Bäl Kyrkogården 1:1)                          | Kyrka med begravningsplats (1 byggnad) | 1200-talet |          |       | 57.64479, 18.63290 |                | Ladda upp en till bild av denna byggnad |
| Dalhems kyrka (Dalhem Kyrkogården 1:1)                    | Kyrka med begravningsplats (1 byggnad) | 1200-talet |          |       | 57.55244, 18.53415 |                | Ladda upp en till bild av denna byggnad |
| Eke kyrka (Eke Kyrkogården 1:1)                           | Kyrka med begravningsplats (1 byggnad) | 1200-talet |          |       | 57.16806, 18.37902 |                | Ladda upp en till bild av denna byggnad |
| Ekeby kyrka (Ekeby Kyrkogården 1:1)                       | Kyrka med begravningsplats (1 byggnad) | 1200-talet |          |       | 57.59513, 18.51470 |                | Ladda upp en till bild av denna byggnad |
| Eksta kyrka (Eksta Kyrkogården 1:1)                       | Kyrka med begravningsplats (1 byggnad) | 1200-talet |          |       | 57.28657, 18.20638 |                | Ladda upp en till bild av denna byggnad |
| Endre kyrka (Endre Kyrkogården 1:1)                       | Kyrka med begravningsplats (1 byggnad) | 1100-talet |          |       | 57.61027, 18.46543 |                | Ladda upp en till bild av denna byggnad |
| Eskelhems kyrka (Eskelhem Kyrkogården 1:1)                | Kyrka med begravningsplats (1 byggnad) | 1200       |          |       | 57.48969, 18.20992 |                | Ladda upp en till bild av denna byggnad |
| Etelhems kyrka (Etelhem Kyrkogården 1:1)                  | Kyrka med begravningsplats (1 byggnad) | 1300       |          |       | 57.33721, 18.49599 |                | Ladda upp en till bild av denna byggnad |
| Fardhems kyrka (Fardhem Kyrkogården 1:1)                  | Kyrka med begravningsplats (1 byggnad) | 1200-talet |          |       | 57.26395, 18.34157 |                | Ladda upp en till bild av denna byggnad |
| Fide kyrka (Fide Kyrkogården 1:1)                         | Kyrka med begravningsplats (1 byggnad) | 1200-talet |          |       | 57.07374, 18.31630 |                | Ladda upp en till bild av denna byggnad |
| Fleringe kyrka (Fleringe Kyrkogården 1:1)                 | Kyrka med begravningsplats (1 byggnad) | 1200-talet |          |       | 57.86966, 18.87700 |                | Ladda upp en till bild av denna byggnad |
| Fole kyrka (Fole Kyrkogården 1:1)                         | Kyrka med begravningsplats (1 byggnad) | 1200-talet |          |       | 57.65058, 18.54489 |                | Ladda upp en till bild av denna byggnad |
| Follingbo kyrka (Follingbo Kyrkogården 1:1)               | Kyrka med begravningsplats (1 byggnad) | 1200-talet |          |       | 57.58234, 18.38335 |                | Ladda upp en till bild av denna byggnad |
| Fröjels kyrka (Fröjel Kyrkogården 1:1)                    | Kyrka med begravningsplats (1 byggnad) | 1200-talet |          |       | 57.33559, 18.18988 |                | Ladda upp en till bild av denna byggnad |
| Fårö kyrka (Fårö Kyrkogården 1:1)                         | Kyrka med begravningsplats (1 byggnad) | 1300-talet |          |       | 57.91578, 19.13342 |                | Ladda upp en till bild av denna byggnad |
| Gammelgarns kyrka (Gammelgarn Kyrkogården 1:1)            | Kyrka med begravningsplats (1 byggnad) | 1200-talet |          |       | 57.40456, 18.80450 |                | Ladda upp en till bild av denna byggnad |
| Ganthems kyrka (Ganthem Kyrkogården 1:1)                  | Kyrka med begravningsplats (1 byggnad) | 1100-talet |          |       | 57.51460, 18.58171 |                | Ladda upp en till bild av denna byggnad |
| Garde kyrka (Garde Kyrkogården 1:1)                       | Kyrka med begravningsplats (1 byggnad) | 1200-talet |          |       | 57.31717, 18.58232 |                | Ladda upp en till bild av denna byggnad |
| Gerums kyrka (Gerum Kyrkogården 1:1)                      | Kyrka med begravningsplats (1 byggnad) | 1200-tal   |          |       | 57.29452, 18.32964 |                | Ladda upp en till bild av denna byggnad |
| Gothems kyrka (Gothem Kyrkogården 1:1)                    | Kyrka med begravningsplats (1 byggnad) | 1200-talet |          |       | 57.57545, 18.73500 |                | Ladda upp en till bild av denna byggnad |
| Gnisvärds strandkyrka (Tofta Gnisvärd 1:3)                | Kyrka                                  | 1839       |          |       | koordinater saknas |                | Ladda upp en till bild av denna byggnad |
| Grötlingbo kyrka (Grötlingbo Kyrkogården 1:1)             | Kyrka med begravningsplats (1 byggnad) | 1200-talet |          |       | 57.13353, 18.34667 |                | Ladda upp en till bild av denna byggnad |
| Guldrupe kyrka (Guldrupe Kyrkogården 1:1)                 | Kyrka med begravningsplats (1 byggnad) | 1100-talet |          |       | 57.43033, 18.42659 |                | Ladda upp en till bild av denna byggnad |
| Hablingbo kyrka (Hablingbo Kyrkogården 1:1)               | Kyrka med begravningsplats (1 byggnad) | 1200-talet |          |       | 57.18729, 18.26281 |                | Ladda upp en till bild av denna byggnad |
| Halls kyrka (Hall Kyrkogården 1:1)                        | Kyrka med begravningsplats (1 byggnad) | 1200-tal   |          |       | 57.89209, 18.71589 |                | Ladda upp en till bild av denna byggnad |
| Halla kyrka (Halla Kyrkogården 1:1)                       | Kyrka med begravningsplats (1 byggnad) | 1200-tal   |          |       | 57.51092, 18.49718 |                | Ladda upp en till bild av denna byggnad |
| Hallshuks fiskekapell (Hall Hallshuk 1:10)                | Kapell (1 byggnad)                     | 1645       |          |       | 57.92500, 18.74234 |                | Ladda upp en till bild av denna byggnad |
| Hamra kyrka (Hamra Kyrkogården 1:1)                       | Kyrka med begravningsplats (1 byggnad) | 1100-tal   |          |       | 56.97612, 18.31346 |                | Ladda upp en till bild av denna byggnad |
| Hangvar kyrka (Hangvar Kyrkogården 1:1)                   | Kyrka med begravningsplats (1 byggnad) | 1200-talet |          |       | 57.83933, 18.68855 |                | Ladda upp en till bild av denna byggnad |
| Havdhems kyrka (Havdhem Kyrkogården 1:1)                  | Kyrka med begravningsplats (1 byggnad) | 1200-talet |          |       | 57.16256, 18.32336 |                | Ladda upp en till bild av denna byggnad |
| Hejde kyrka (Hejde Kyrkogården 1:1)                       | Kyrka med begravningsplats (1 byggnad) | 1200-talet |          |       | 57.41279, 18.34607 |                | Ladda upp en till bild av denna byggnad |
| Hejdeby kyrka (Hejdeby Kyrkogården 1:1)                   | Kyrka med begravningsplats (1 byggnad) | 1200       |          |       | 57.63044, 18.44278 |                | Ladda upp en till bild av denna byggnad |
| Hejnums kyrka (Hejnum Kyrkogården 1:1)                    | Kyrka med begravningsplats (1 byggnad) | 1200-talet |          |       | 57.68015, 18.63198 |                | Ladda upp en till bild av denna byggnad |
| Hellvi kyrka (Hellvi Kyrkogården 1:1)                     | Kyrka med begravningsplats (1 byggnad) | 1200-tal   |          |       | 57.77510, 18.89523 |                | Ladda upp en till bild av denna byggnad |
| Hemse kyrka (Hemse Kyrkogården 1:1)                       | Kyrka med begravningsplats (1 byggnad) | 1100-tal   |          |       | 57.23295, 18.37301 |                | Ladda upp en till bild av denna byggnad |
| Hogräns kyrka (Hogrän Kyrkogården 1:1)                    | Kyrka med begravningsplats (1 byggnad) | 1200-tal   |          |       | 57.50463, 18.30790 |                | Ladda upp en till bild av denna byggnad |
| Hörsne kyrka (Hörsne Kyrkogården 1:1)                     | Kyrka med begravningsplats (1 byggnad) | 1200-talet |          |       | 57.55850, 18.59747 |                | Ladda upp en till bild av denna byggnad |
| Klinte kyrka (Klinte Kyrkogården 3:1)                     | Kyrka med begravningsplats (1 byggnad) | 1200-talet |          |       | 57.37907, 18.22939 |                | Ladda upp en till bild av denna byggnad |
| Klintehamn: Hamnkyrkan (Klinte Robbjäns 1:58)             | Kapell (1 byggnad)                     | 1899       |          |       | 57.39006, 18.19950 |                | Ladda upp en bild av denna byggnad      |
| Kräklingbo kyrka (Kräklingbo Kyrkogården 1:1)             | Kyrka med begravningsplats (1 byggnad) | 1200-tal   |          |       | 57.44524, 18.71139 |                | Ladda upp en till bild av denna byggnad |
| Källunge kyrka (Källunge Kyrkogården 1:1)                 | Kyrka med begravningsplats (1 byggnad) | 1100-tal   |          |       | 57.60787, 18.58487 |                | Ladda upp en till bild av denna byggnad |
| Lau kyrka (Lau Kyrkogården 1:1)                           | Kyrka med begravningsplats (1 byggnad) | 1200-talet |          |       | 57.28292, 18.62017 |                | Ladda upp en till bild av denna byggnad |
| Levide kyrka (Levide Kyrkogården 1:1)                     | Kyrka med begravningsplats (1 byggnad) | 1200-talet |          |       | 57.28216, 18.26650 |                | Ladda upp en till bild av denna byggnad |
| Linde kyrka (Linde Kyrkogården 1:1)                       | Kyrka med begravningsplats (1 byggnad) | 1200-talet |          |       | 57.27969, 18.37975 |                | Ladda upp en till bild av denna byggnad |
| Lojsta kyrka (Lojsta Kyrkogården 1:1)                     | Kyrka med begravningsplats (1 byggnad) | 1200       |          |       | 57.31284, 18.38388 |                | Ladda upp en till bild av denna byggnad |
| Lokrume kyrka (Lokrume Kyrkogården 1:1)                   | Kyrka med begravningsplats (1 byggnad) | 1200-talet |          |       | 57.68781, 18.53901 |                | Ladda upp en till bild av denna byggnad |
| Lummelunda kyrka (Lummelunda Kyrkogården 1:1)             | Kyrka med begravningsplats (1 byggnad) | 1200-tal   |          |       | 57.76975, 18.45557 |                | Ladda upp en till bild av denna byggnad |
| Lye kyrka (Lye Kyrkogården)                               | Kyrka med begravningsplats (1 byggnad) | 1100-tal   |          |       | 57.29793, 18.52645 |                | Ladda upp en till bild av denna byggnad |
| Lärbro kyrka (Lärbro Prästgården 1:11)                    | Kyrka med begravningsplats (1 byggnad) | 1200-tal   |          |       | 57.78717, 18.79378 |                | Ladda upp en till bild av denna byggnad |
| Martebo kyrka (Martebo Kyrkogården 1:1)                   | Kyrka med begravningsplats (1 byggnad) | 1200-talet |          |       | 57.74822, 18.49454 |                | Ladda upp en till bild av denna byggnad |
| Mästerby kyrka (Mästerby Kyrkogården 1:1)                 | Kyrka med begravningsplats (1 byggnad) | 1200       |          |       | 57.46995, 18.30403 |                | Ladda upp en till bild av denna byggnad |
| Norrlanda kyrka (Norrlanda Kyrkogården 1:1)               | Kyrka med begravningsplats (1 byggnad) | 1200-talet |          |       | 57.50155, 18.65973 |                | Ladda upp en till bild av denna byggnad |
| Närs kyrka (När Kyrkogården 1:1)                          | Kyrka med begravningsplats (1 byggnad) | 1200-talet |          |       | 57.25734, 18.62529 |                | Ladda upp en till bild av denna byggnad |
| Näs kyrka (Näs Kyrkogården 2:1)                           | Kyrka med begravningsplats (1 byggnad) | 1200-talet |          |       | 57.11017, 18.26241 |                | Ladda upp en till bild av denna byggnad |
| Othems kyrka (Othem Kyrkogården 1:1)                      | Kyrka med begravningsplats (1 byggnad) | 1200-talet |          |       | 57.74739, 18.73879 |                | Ladda upp en till bild av denna byggnad |
| Roma kyrka (Roma Kyrkogården 1:1)                         | Kyrka med begravningsplats (1 byggnad) | 1200-talet |          |       | 57.52842, 18.44200 |                | Ladda upp en till bild av denna byggnad |
| Rone kyrka (Rone Kyrkogården 1:1)                         | Kyrka med begravningsplats (1 byggnad) | 1200-talet |          |       | 57.20899, 18.44130 |                | Ladda upp en till bild av denna byggnad |
| Rute kyrka (Rute Kyrkogården 1:1)                         | Kyrka med begravningsplats (1 byggnad) | 1200-talet |          |       | 57.83370, 18.92354 |                | Ladda upp en till bild av denna byggnad |
| Sanda kyrka (Sanda Kyrkogården 1:1)                       | Kyrka med begravningsplats (1 byggnad) | 1300       |          |       | 57.42930, 18.22322 |                | Ladda upp en till bild av denna byggnad |
| Silte kyrka (Silte Kyrkogården 1:1)                       | Kyrka med begravningsplats (1 byggnad) | 1200-talet |          |       | 57.22102, 18.23676 |                | Ladda upp en till bild av denna byggnad |
| Sjonhems kyrka (Sjonhem Kyrkogården 1:1)                  | Kyrka med begravningsplats (1 byggnad) | 1100-talet |          |       | 57.48558, 18.52076 |                | Ladda upp en till bild av denna byggnad |
| Slite kyrka (Solklint 1)                                  | Kyrka (1 byggnad)                      | 1960       |          |       | 57.70749, 18.79600 |                | Ladda upp en till bild av denna byggnad |
| Sproge kyrka (Sproge Kyrkogården 1:1)                     | Kyrka med begravningsplats (1 byggnad) | 1200-talet |          |       | 57.25364, 18.21091 |                | Ladda upp en till bild av denna byggnad |
| Stenkumla kyrka (Stenkumla Kyrkogården 1:1)               | Kyrka med begravningsplats (1 byggnad) | 1200-talet |          |       | 57.54773, 18.26852 |                | Ladda upp en till bild av denna byggnad |
| Stenkyrka kyrka (Stenkyrka Kyrkogården 1:1)               | Kyrka med begravningsplats (1 byggnad) | 1100-tal   |          |       | 57.79324, 18.53154 |                | Ladda upp en till bild av denna byggnad |
| Stånga kyrka (Stånga Kyrkogården 1:1)                     | Kyrka med begravningsplats (1 byggnad) | 1200-talet |          |       | 57.28307, 18.46591 |                | Ladda upp en till bild av denna byggnad |
| Sundre kyrka (Sundre Kyrkogården 1:1)                     | Kyrka med begravningsplats (1 byggnad) | 1200-talet |          |       | 56.93589, 18.18184 |                | Ladda upp en till bild av denna byggnad |
| Tingstäde kyrka (Tingstäde Kyrkogården 1:1)               | Kyrka med begravningsplats (1 byggnad) | 1200-tal   |          |       | 57.73638, 18.61512 |                | Ladda upp en till bild av denna byggnad |
| Tofta kyrka (Tofta Kyrkogården 1:1)                       | Kyrka med begravningsplats (1 byggnad) | 1300       |          |       | 57.52162, 18.16875 |                | Ladda upp en till bild av denna byggnad |
| Träkumla kyrka (Träkumla Kyrkogården 1:1)                 | Kyrka med begravningsplats (1 byggnad) | 1200-talet |          |       | 57.56035, 18.31300 |                | Ladda upp en till bild av denna byggnad |
| Valls kyrka (Vall Kyrkogården 1:1)                        | Kyrka med begravningsplats (1 byggnad) | 1200-talet |          |       | 57.52079, 18.34518 |                | Ladda upp en till bild av denna byggnad |
| Vallstena kyrka (Vallstena Kyrkogården 1:1)               | Kyrka med begravningsplats (1 byggnad) | 1200-talet |          |       | 57.60984, 18.63679 |                | Ladda upp en till bild av denna byggnad |
| Vamlingbo kyrka (Vamlingbo Kyrkogården 1:1)               | Kyrka med begravningsplats (1 byggnad) | 1200-talet |          |       | 56.96968, 18.23026 |                | Ladda upp en till bild av denna byggnad |
| Vibble kapell (Västerhejde Vibble 1:455)                  | Kapell                                 | 1100       |          |       | koordinater saknas |                | Ladda upp en bild av denna byggnad      |
| Viklau kyrka (Viklau Kyrkogården 1:1)                     | Kyrka med begravningsplats (1 byggnad) | 1100-talet |          |       | 57.46555, 18.45647 |                | Ladda upp en till bild av denna byggnad |
| Visby domkyrka (Sankta Maria kyrka) (Visby S:ta Maria 23) | Kyrka (1 byggnad)                      | 1225       |          |       | 57.64183, 18.29804 |                | Ladda upp en till bild av denna byggnad |
| Visby: Visborgskyrkan (Visby Koralen 31)                  | Kyrka med kyrkotomt (1 byggnad)        | 1969       |          |       | 57.62467, 18.28520 |                | Ladda upp en till bild av denna byggnad |
| Vänge kyrka (Vänge Kyrkogården 1:1)                       | Kyrka med begravningsplats (1 byggnad) | 1100-talet |          |       | 57.45198, 18.51151 |                | Ladda upp en till bild av denna byggnad |
| Väskinde kyrka (Väskinde Kyrkogården 1:1)                 | Kyrka med begravningsplats (1 byggnad) | 1200-talet |          |       | 57.69058, 18.42306 |                | Ladda upp en till bild av denna byggnad |
| Västergarns kyrka (Västergarn Kyrkogården 1:1)            | Kyrka med begravningsplats (1 byggnad) | 1200       |          |       | 57.44084, 18.15098 |                | Ladda upp en till bild av denna byggnad |
| Västerhejde kyrka (Västerhejde kyrkogården 1:1)           | Kyrka med begravningsplats (1 byggnad) | 1200       |          |       | 57.58059, 18.24811 |                | Ladda upp en till bild av denna byggnad |
| Väte kyrka (Väte Kyrkogården 1:1)                         | Kyrka med begravningsplats (1 byggnad) | 1300-talet |          |       | 57.44910, 18.36405 |                | Ladda upp en till bild av denna byggnad |
| Öja kyrka (Öja Kyrkogården 1:1)                           | Kyrka med begravningsplats (1 byggnad) | 1200-talet |          |       | 57.03554, 18.29993 |                | Ladda upp en till bild av denna byggnad |
| Östergarns kyrka (Östergarn Kyrkogården 1:1)              | Kyrka med begravningsplats (1 byggnad) | 1200-talet |          |       | 57.42179, 18.85879 |                | Ladda upp en till bild av denna byggnad |